# 구상적혈구증

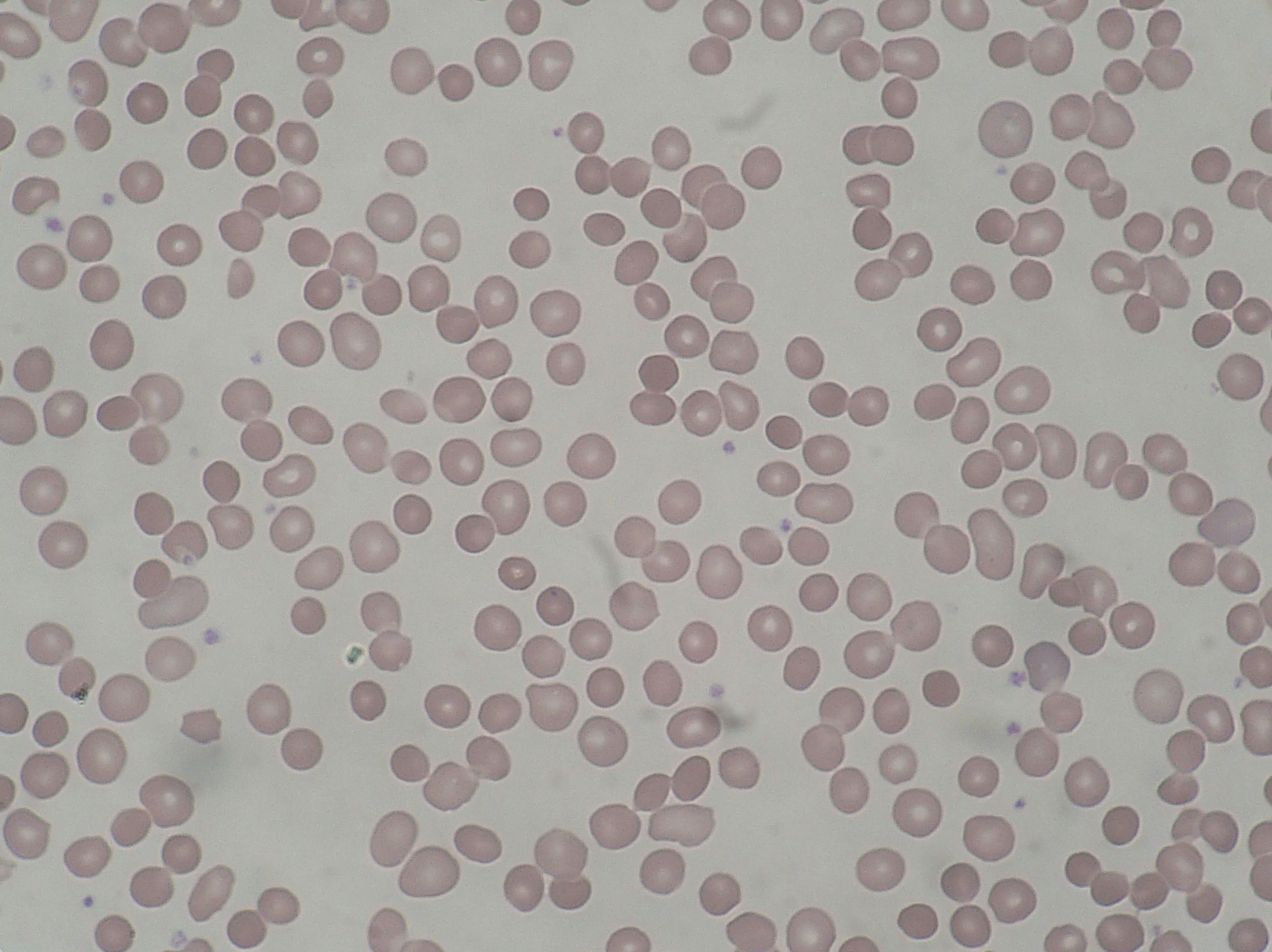
구상적혈구증.

구상적혈구증(球狀赤血球症, spherocytosis)은 구상적혈구가 생산되는 자가 용혈성 빈혈이다. 이 적혈구는 양면이 오목한 원판 형태가 아닌, 구 모양의 적혈구이다. 구상적혈구는 모든 용혈성 빈혈에서 어느 정도 발견된다. 유전성 구상적혈구증과 자가면역성용혈성빈혈은 오직 구상적혈구만이 있다는 특징이 있다.
구상적혈구증은 대개 유전성 구상적혈구증을 가리킨다.

## 같이 보기
- 빈혈
- 적혈구